# مونتروز (کانزاس)
مونتروز (به انگلیسی: Montrose) یک منطقهٔ مسکونی در ایالات متحده آمریکا است که در کانزاس واقع شده‌است. مونتروز ۵۰۱ متر بالاتر از سطح دریا واقع شده‌است.